# إخطية
إخطية هي رواية للكاتب الفلسطيني إميل حبيبي صدرت عام 1985 عن إتحاد الكتاب الفلسطينيين في 76 صفحة. أعادت مجلة السفير طباعتها عام 2005 في إطار الكتاب للجميع. تصور الرواية رحلة الذات الفلسطينية الممزقة بين الوطن والمنفى عبر الذاكرة، يروي النص حكايات المكان الضائع والإنسان المحاصر بزمن الاحتلال.

## نبذة
تبدأ الرواية بحدث بسيط، أزمة مرورية في مدينة حيفا في الثمانينيات، ما يسميه الكاتب "الجلطة"، لكنها تتشعب لتتشكل من سلسلة حكايات متداخلة ورموز متعددة. يُظهر العمل قدرة حبيبي على توسيع السرد ليشمل قضايا فلسطينية متشابكة، من خلال استحضار شخصية "إخطية" التي تجمع بين الرمز والواقع، فهي الفتاة التي تجسد الضياع الفلسطيني ومعاناة الباقين في أرضهم.
تنقسم الرواية إلى ثلاثة دفاتر: "شخوص"، "إخطية"، و"وادي عبقر"، كل منها يحوي فصولًا قصيرة تتولد منها حكايات جديدة. يركز العمل على استكشاف تداعيات النكبة على الفلسطينيين، من بقوا ومن هاجروا، ويطرح أزمات الهوية والانتماء من خلال شخصيات رمزية مثل "عباس عبدالكريم".

## الأسلوب
يمزج حبيبي السرد الروائي بأساليب السرد التراثية مشكلًا لوحة أدبية غنية بالمقتبسات والأمثال والأشعار، ما يضفي عمقًا ثقافيًا ودلاليًا. بالمقارنة مع "المتشائل"، تظهر "إخطية" أقل تعقيدًا لكنها تستمر في معالجة القضايا الفلسطينية بروح تجمع بين الفكاهة والمرارة، مما يجعلها إضافة مميزة إلى الأدب الفلسطيني.
يلعب عنصر السخرية دورًا مركزيًا، في الرواية، حيث يجسد السارد مواقف مبكية مضحكة تعكس معاناة الذات الفلسطينية ومواجهتها للآخر. تستوحى السخرية من التراث السردي الغني، كما يظهر في استحضار شخصيات مثل "الأحابيش"، وتمتزج بالمفارقات اللفظية. تستخدم السخرية لتسفيه الأطروحات الصهيونية عبر استكشاف جذور الأسماء وتأويلاتها، مما يكشف تناقضات الخصم بسخرية لاذعة. في المقابل، تبرز جماليات اللغة العربية بتوظيف أمثلة أدبية وصيغ بلاغية. تجمع السخرية بين الهجاء الخفي والفكاهة، لتصبح أداة تسامي تعيد قراءة الواقع المأساوي وتفتح أفقًا للتأمل والمقاومة الثقافية والوجدانية.